# 북한 국제 문서 프로젝트

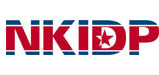

북한 국제 문서 프로젝트(北韓 國際 文書 프로젝트, North Korea International Documentation Project, NKIDP)는 조선민주주의인민공화국의 옛 공산권 동맹 국가들이 최근 공개한 북한 관련 기밀문서들과 북한을 그 행동과 성향에 근거하여 통찰, 분석한 다른 자료들을 학계와 정책 결정 집단에 제공함으로써 북한 정보 교환소의 역할을 한다.
서양의 정책 결정자, 언론가, 학자들은 전무한 평양과의 외교관계 경험과 제한된 북한 지도층에의 접근성 때문에 북한의 수수께끼 같은 행동뒤에 숨겨져 있는 의도와 그 영향력을 이해하는 데 어려움을 겪고 있다. NKIDP는 현재 서구의 학자들과 정책 결정자들의 노력은 북한의 지도자와 정치 제도에 대한 명확한 지식의 부족으로 인해 난관에 봉착되어있다고 믿는다.
이에, 북한 정보 교환소의 역할을 자처하는 NKIDP는 북한대학원대학교(서울), 국제 연구자 네트워크와의 협력을 통해, 북한 기밀문서의 원본과 번역본을 제공하고, NKIDP 연구 성과 보고서를 출판하며, 냉전 국제 역사 프로젝트 (CWIHP)의 회보에도 정기적으로 기고하고 있다. 또한 NKIDP는 미국 워싱턴 디씨에 위치한 윌슨 센터와 동아시아의 전역에서 컨퍼런스와 워크숍을 자주 개최하고 있다.
NKIDP는 한국국제교류재단(Korea Foundation)과 여러 후원자들의 지원을 받고 있다.